# سونی اریکسون کا۵۱۰
سونی اریکسون کا۵۱۰ (به انگلیسی: Sony Ericsson K510) یک مدل از تلفن‌های همراه ساخته شده توسط شرکت سونی اریکسون می‌باشد.